# Rita (serie de televisión)
Rita es una comedia danesa creada por Christian Torpe para TV 2. Se estrenó en febrero de 2012 y cuenta con 5 temporadas. Desde la 3.ª temporada, la plataforma Netflix se convierte en coproductora de la serie, lo que supuso su difusión a nivel internacional.
El argumento de la serie gira en torno a Rita Madsen (Mille Dinesen), profesora testaruda, rebelde, poco convencional y madre soltera cuyos desastres sentimentales marcan su día a día. Recibió una respuesta  favorable de la crítica. Henrik Palle en Politiken quien comentó que la serie "funciona muy bien con algunos personajes que en realidad parecen personas". La serie se localiza en las proximidades del antiguo campus escolar en el Centro Nacional Innovador (SPF) en Islev, Rødovre. El tema es "Speak Out Now" de la cantante danesa Oh Land.
En mayo de 2015 se estrenó un Spin off  de la serie centrado en la profesora Hjørdis, compañera de trabajo de Rita, quien se convierte en uno de sus pilares fundamentales a lo largo de la serie. Esta miniserie de 4 capítulos desarrollada por el mismo creador y cuyo argumento produce en el mismo instituto, no cuenta con la aparición de Rita (Mille Dinesen).
Mille Dinesen recibió un premio en el Festival de Televisión de Montecarlo en la categoría de mejor protagonista femenino. En el festival, la serie recibió un total de seis nominaciones, incluyendo los productores Karoline Leth y Jesper Morthorst y el guionista Christian Torpe al mejor productor internacional y mejor productor europeo de una serie de drama televisivo.
En España, Rita ha sido muy relacionada con Merlí  una serie producida por TV3  y emitida posteriormente también por Netflix aunque la serie danesa es anterior a la española.
El 1 de julio de 2020 se estrenó la 5 temporada de la serie, 3 años después de finalizar la cuarta, debido a que la actriz que da vida a Rita (Mille Dinesen) quedó embarazada en 2018.
En junio de 2022, se confirmo que la serie no renovaría para una sexta temporada.
En agosto de 2024 el director de la serie afirmo que no estaba fuera de sus planes grabar un spin off en un futuro.

## Reparto
| Actor                      | Personaje                  | Papel                                |
| -------------------------- | -------------------------- | ------------------------------------ |
| Mille Dinesen              | Rita Madsen                | Profesora                            |
| Carsten Bjørnlund          | Rasmus                     | Director del instituto               |
| Ellen Hillingsø            | Helle                      | Representante del consejo escolar    |
| Lise Baastrup              | Hjørdis                    | Profesora                            |
| Kristoffer Fabricius       | Uffe                       | Pareja de Hjørdis                    |
| Nikolaj Groth              | Jeppe Madsen               | Hijo pequeño de Rita                 |
| Morten Vang Simonsen       | Ricco Madsen               | Hijo mayor de Rita                   |
| Sara Hjort Ditlevsen       | Molly Madsen               | Hija de Rita                         |
| Lykke Sand Michelsen       | Bitten Dyrehave            | Mujer de Ricco                       |
| Carsten Norgaard           | Tom Dyrehave               | Padre de Bitten, expareja de Rita    |
| Lotte Andersen             | Jette Dyrehave             | Madre de Bitten                      |
| Lea Maria Høyer Stensnaes  | Rosa                       | Estudiante                           |
| Ferdinand Glad Bak         | David                      | Novio de Jeppe                       |
| Lisbet Lundquist           | Lillebeth Schmidt Kronborg | Madre de Rita                        |
| Peter Gantzler             | Niels Madsen               | Exmarido de Rita, padre de sus hijos |
| Alexandre Willaume-Jantzen | Jonas                      | Profesor                             |
| Tommy Kenter               | Erik                       | Profesor                             |
| Laura Bach                 | Gitte Nielsen              | Hermana de Rita                      |
| Charlotte Munck            | Lea                        | Compañera de Rita                    |
| Sofie Juul                 | Young Lea                  | Lea (con 16 años)                    |
| Tessa Hoder                | Young Rita Madsen          | Rita (con 16 años)                   |
| Ole Lemmeke                | Bjarne                     | Director de la escuela               |

Karim

## Adaptaciones
En 2013 se planteó una adaptación de la serie en Estados Unidos de la que se grabó un piloto protagonizado por Anna Gunn. En 2019 la cadena americana de pago Showtime encargó un piloto para hacer una adaptación protagonizada por Lena Headey. La serie será una producción conjunta entre Showtime Networks y la plataforma One Media. Christian Torpe será el creador de este piloto mientras que Headey también actuará como productora ejecutiva.
En 2015, la televisión pública de Holanda npo1 creó un adaptación llamada Tessa, protagonizada por Thekla Reuten, que siguió la historia de la primera temporada de Rita, con algunos cambios. La serie también ha sido recreada en Francia por TF1 como Sam, con Mathilde Seigner en el papel principal. La serie abarca 3 temporadas hasta la fecha. La segunda temporada de Sam estrenada en 2017 con Natacha Lindinger sustituyendo a Seigner en el papel del protagonista.